# Robusta-1B
Pour les articles homonymes, voir Robusta (homonymie).
Robusta-1B (sigle pour Radiation On Bipolar for University Satellite Test Application) est un nanosatellite au standard CubeSat développé par le Centre spatial universitaire de l'université Montpellier-II, dont l'objectif est de tester la dégradation de composants électroniques en technologie bipolaire lorsqu'ils sont soumis aux radiations en environnement spatial. Il est la version améliorée de Robusta qui a été mis en orbite par le lanceur européen Vega le 13 février 2012.
C’est un projet réalisé en partenariat avec le Centre national d'études spatiales (CNES) dans le cadre du programme JANUS visant à soutenir le développement des nanosatellites étudiant en France.

## Historique du projet

### Robusta-1A
À la suite d'un appel à idées appelé EXPRESSO (Expérimentations et projets étudiants dans le domaine des systèmes orbitaux et ballons stratosphériques), lancé par le CNES en 2006, les étudiants et enseignants de l'université Montpellier 2 ont élaboré un nanosatellite du nom de Robusta embarquant une expérience scientifique.
De 2007 à 2012 plusieurs composantes de l'université Montpellier 2, dont la faculté des sciences, l'Institut universitaire de technologie de Nîmes (ou IUT-30) et l'école d'ingénieurs Polytech, ont travaillé à la conception, à la réalisation, à l'intégration et aux tests de Robusta dont la mise en orbite a été effectuée le 13 février 2012 par le lanceur européen Vega à partir du port spatial de Kourou en Guyane française.
Le projet incluait aussi la réalisation d'une station sol radio-amateur (call sign KJE, F) dédiée à la communication avec Robusta. Cette station sol, aussi conçue et gérée par les étudiants de l’université Montpellier 2, a été mise à niveau et reste opérationnelle pour Robusta-1B.

### Robusta-1B
La version 1B est une évolution de Robusta qui, à la suite d'une anomalie sur le système de recharge de la batterie, a cessé de fonctionner quelques jours après son lancement. Il est le produit d’un important travail d’analyse sur les causes de défaillances de Robusta et bénéficie de toute l'expérience acquise.
Il s'agit à nouveau d'un satellite répondant au standard cubesat 1U qui autorise désormais les caractéristiques suivantes :
- dimensions : 10 cm × 10 cm × 10 cm ;
- masse max : 1,33 kg ;
- puissance max : 1 W.

Le projet a démarré en mars 2013 et a été retenu en mai 2013, ainsi que quatre autres projets européens et un canadien, pour participer au programme Fly Your Satellite (FYS) de l'Agence spatiale européenne (ESA). Pendant six mois, l’équipe a ainsi pu bénéficier d’un suivi technique et d’une formation accélérée aux méthodes de tests fonctionnels et de gestion documentaire.
La carte expérience de Robusta-1B est similaire à celle de la FRP (French Russian Payload), la charge utile française qui sera embarquée sur le satellite franco-russe Baumanets-2 développée par le Centre spatial universitaire dans le cadre du projet FRIENDS (French Russian Initiative for ExperimeNts Dedicated to Students), un partenariat avec le CNES et l'université Bauman de Moscou.
Il s'agit d'une expérience visant à mesurer la dégradation de composants électroniques en technologie bipolaire dans l'espace.

## Objectifs pédagogiques
Robusta-1B est un projet entièrement conçu et réalisé à partir de composants et de matériaux commerciaux (off the shelf components) par les étudiants et leurs encadrants de l'université Montpellier au travers de quatre de ses composantes : la faculté des sciences, l'IUT de Nîmes, l'IUT de Montpellier et l'École d'ingénieurs Polytech.
Ce projet fait appel à des étudiants des niveaux DUT (Diplôme universitaire de technologie) à Master 2 de l'université dans sa partie conception, réalisation et tests. Il sera fait appel à des doctorants et post-doctorants pour analyser les résultats obtenus en vol.
Il est demandé aux étudiants d'utiliser les compétences techniques particulières à leurs cursus en y intégrant les contraintes environnementales du domaine spatial ainsi qu'une démarche projet et qualité identique à celle suivie par les agences spatiales françaises et européennes.
Les points clés de la formation dans le cadre de ce projet sont :
- compétences techniques appliquées
- transversalité des champs disciplinaires
- respect de la Loi sur les opérations spatiales (LOS)
- démarche qualité (conforme aux méthodes de travail de l'ESA, standard ECSS)
- gestion de projet
- gestion documentaire
- communication en anglais

Les étudiants bénéficient ainsi d'une expérience pratique sur un projet d'envergure soutenu par le CNES et l’ESA.

## Objectifs scientifiques
Dans l'environnement spatial les composants électroniques sont soumis à d'importantes doses de radiations. Ces irradiations peuvent occasionner des dysfonctionnements, voire des défaillances, et il est important pour la préparation des futures missions spatiales d’évaluer la fiabilité des composants embarqués. 
Robusta-1B embarque des amplificateurs opérationnels (AO) et des comparateurs de tension dont les paramètres électriques et fonctionnels seront mesurés ainsi que la dose de radiations reçue et la température à bord.
Les données concernant la dégradation des composants électroniques mesurée dans l'espace seront transmises par le sous-système radiocommunication du satellite vers la station sol du Centre spatial et mises à disposition des chercheurs. Les résultats en vol seront comparés aux résultats obtenus lors de tests réalisés au sol en utilisant la méthode de test accélérée dite « des débits commutés,» développée par le groupe RadiaC de l'Institut d'électronique du Sud (IES) en partenariat avec le CNES. Cette méthode permet de reproduire, en un temps très court, les conditions d’irradiation en vol caractérisées par un très faible débit et une durée très longue (plusieurs années). Ces résultats devraient permettre de démontrer la représentativité d’une telle méthode accélérée et de valider son applicabilité dans le cadre d’une norme de test de type ECSS.

## Les acteurs du projet
Le CSU est aujourd'hui installé sur deux sites : 
- le site de Montpellier, campus Triolet et dès 2015 au bâtiment 6 du campus Saint-Priest
- Le site de Nîmes, hébergé par l'IUT-30, composante de l’université de Montpellier.

L'étude et la réalisation de chaque sous-système de Robusta-1B ont été confiées à une composante différente de l'université en fonction des disciplines enseignées à ses étudiants. Les composantes sont constituées de départements thématiques d’enseignement.
Les départements impliqués à ce jour dans le projet ROBUSTA-1B sont :
- le département génie mécanique et productique (GMP) de l'IUT de Nîmes, chargé de la conception et de la réalisation de la structure en aluminium et de toutes les pièces ou outils nécessaires aux différentes étapes jusqu’à la réalisation des tests environnementaux
- le département Génie électrique informatique et industrielle (GEII) de l'IUT de Nîmes, chargé du sous-système énergie : carte puissance, gestion de l'énergie de la batterie et des cellules solaires mais aussi de la conception assistée par ordinateur (CAO) générale du satellite
- le département électronique robotique et informatique industrielle (ERII) de Polytech'Montpellier a été chargé de la réalisation du sous-système gestion des données
- au sein de la faculté des sciences, les étudiants de licence 3 électronique, électrotechnique et automatique (EEA) et du master eeA parcours SFIS (Sûreté de fonctionnement en ingénierie spatiale)[10] et parcours OH (optoélectronique, hyperfréquences) sont responsables de la gestion du projet, de la partie radiocommunication et de la station sol.

La coordination entre les différentes équipes est assurée par un chef de projet étudiant supervisé par un enseignant titulaire dans le cadre de la réalisation d’un stage de Master 2 SFIS. La méthodologie de travail, issue des programmes Janus du CNES et FYS de l'ESA, fournit à chacun un cadre normalisé et prévoit des échéances à respecter. Cette méthodologie impose des réunions d'avancement ainsi que la rédaction et l’actualisation d’une documentation détaillée.
L'implication constante des chefs de projets et le cadre rigoureux des méthodes de travail permettent la gestion précise d'un projet pourtant réparti sur plusieurs sites, plusieurs niveaux de formation et des compétences multiples.

## Le projet Robusta-1B

### Généralités
Robusta-1B est similaire à Robusta sur de nombreux points mais il n'est pas pour autant son clone. Après une année passée à analyser le retour d'expérience de Robusta pour déterminer les causes de sa défaillance et identifier les éléments à améliorer, plusieurs modifications ont été décidées. La carte radiocommunication en particulier a été entièrement repensée à partir de modules hybrides intégrés en lieu et place du système en composants discrets de Robusta. En outre, les performances des générateurs solaires sont à présent supervisées. Enfin, le logiciel de bord a été réécrit pour optimiser la mémoire disponible et améliorer la sûreté de fonctionnement.
L'orbite de Robusta-1B est de type LEO (Low Earth Orbit, orbite basse) afin de respecter la Loi sur les opérations spatiales (LOS). Il survole Montpellier deux fois par jour. Le satellite a été lancé le 23 juin 2017 par une fusée PSLV de l'ISRO.

### Déroulement du projet

#### Du retour d’expérience deRobusta-1Aà la production de Robusta-1B
Le projet Robusta-1B a débuté lors du retour d’expérience de Robusta-1A. Après avoir analysé les causes probables d’erreurs de Robusta-1A, l’équipe a souhaité réaliser une nouvelle version qui bénéficie des corrections appliquées à Robusta-1A.

#### De la production de Robusta-1B à l’intégration au programme ESA
Une fois les corrections mises en œuvre et testées, une nouvelle maquette était prête à subir les tests nécessaires à l’intégration sur un lanceur. C’est à cette étape que l’Éducation Office de l’ESA a lancé son programme « Fly Your Satellite » pour accompagner les équipes disposant d’un satellite monté dans les phases délicates de tests et d’intégration sur un lanceur. Les tests à réaliser sur le satellite entièrement assemblé sont de deux types : les tests fonctionnels qui consistent à vérifier que l’ensemble des fonctions attendues seront disponibles, et les tests environnementaux qui consistent à vérifier le bon fonctionnement du satellite dans un environnement particulièrement hostile similaire à celui rencontré dans l’espace.

#### Du programme ESA aux tests fonctionnels
Avec le soutien de l’Éducation Office de l’ESA dans le cadre du programme « Fly Your Satellite », l’équipe projet a réalisé une revue qui consiste à vérifier la validité de l’ensemble de la documentation technique. Les plans de tests incluant notamment les spécifications de tests et les procédures de tests ont été finalisés et validés par l’ESA. À l’issue de cette étape, le satellite a été jugé apte à passer en phase de tests.

#### Des tests fonctionnels aux tests environnementaux
Les tests fonctionnels du système consistent notamment à vérifier le bon fonctionnement des interfaces entre les sous-systèmes et la bonne coordination dans les séquences de la mission. Tour à tour, chaque fonctionnalité du satellite est testée et les résultats de test sont reportés dans un rapport de test qui statue sur la réussite des tests fonctionnels et la poursuite vers les tests environnementaux.

#### Des tests environnementaux à la campagne de lancement
Lorsque l’ensemble des tests fonctionnels seront réussis, le satellite pourra partir dans un établissement spécialisé pour effectuer les tests de vide thermique, de vibrations, de chocs… Ces tests ont pour objectifs de vérifier le bon fonctionnement du satellite dans les conditions extrêmes qu'il rencontrera lors du lancement puis dans l'espace. Par exemple, les tests aux vibrations simulent les vibrations que le satellite subira lors des accélérations brusques que le lanceur infligera aux satellites embarqués à son bord lors du décollage et de l’allumage successif des différents étages.

#### Du lancement à la mission
À la fin des tests environnementaux, le satellite est placé dans un déployeur. Ce dernier est un dispositif qui permet l’injection en orbite des satellites de type cubesat. Le déployeur est monté sur le lanceur avec les autres satellites. Il sera ouvert pour libérer les cubesats après les phases d’injection en orbite des satellites principaux. Une fois placé en orbite basse, Robusta-1B passera par une phase d’identification puis d’échange avec la station sol principale, située à Montpellier. Le début de la mission sera ensuite enclenché deux à trois jours après le lancement. 

#### De la fin de la mission à la rentrée atmosphérique
Deux ans après son lancement, le satellite aura fini sa mission. S’il est toujours fonctionnel, il pourra poursuivre sa mission. Sinon, il sera commuté dans un mode silencieux en attendant la phase de rentrée atmosphérique. Cette phase intervient quand le satellite est suffisamment bas pour subir le freinage des hautes couches de l’atmosphère terrestre. Le freinage est de plus en plus important au fur et à mesure de la descente du satellite. Le frottement de l’air sur sa surface génère un échauffement qui conduit à la combustion totale du satellite avant d’atteindre l’altitude de 30 km.

### Description et déroulement de la mission
Elle consiste à mesurer en vol la dérive des paramètres électriques de composants en technologie bipolaire soumis à l’environnement radiatif spatial. La dose de rayonnement, la température à bord sont donc mesurées toutes les douze heures. À chaque passage au-dessus de la station sol principale, le satellite envoie les données recueillies depuis son dernier passage. Ces résultats sont ensuite comparés à ceux obtenus au sol en utilisant la méthode de tests dite « des débits commutés » développée par le groupe RadiaC de l'IES. Traitées par des spécialistes, les données seront ensuite transmises à la communauté scientifique pour accroître les connaissances sur le comportement des composants électroniques à bord des satellites.
La mission durera deux ans. En voici les différentes étapes : 
- lancement
- mise en orbite du satellite
- déploiement des antennes
- tests des différents systèmes
- passage en mode mission
- mission
- dégradation de l'orbite, rentrée dans l'atmosphère, destruction totale du satellite.

### Description technique

#### La structure
Robusta-1B est constitué d'une structure en aluminium monobloc sur laquelle viennent se fixer les différentes cartes électroniques, les faces supportant les cellules solaires et les antennes.

#### Les différents sous-systèmes
Ils sont au nombre de quatre :
- le sous-système charge utile (payload) est similaire à la FRP (French Russian Payload) du projet Friends. C'est une version améliorée de celle de Robusta-1A . Elle embarque les composants à tester, un instrument de mesure des dérives des paramètres électriques tout au long de la mission et un dosimètre. L’expérience est réalisée sur deux types de composants : un amplificateur de tension et un comparateur de tension. Elles peuvent être gérées indépendamment. Le sous-système est équipé d’un microcontrôleur qui effectue les mesures régulièrement de façon automatique qui les renvoie au sous-système OBDH ;
- le sous-système Énergie-Puissance (Energy Power Subsystem, EPS) qui gère l'alimentation électrique du satellite (gestion et distribution des tensions et courants aux sous-systèmes), la conversion photovoltaïque via les cellules solaires et la charge de la batterie. La batterie Lithium-Ion est fournie gracieusement par la société Saft. Les cellules solaires sont placées sur les 6 faces du satellite.
- le sous-système Gestion des données de bord (OBDH On-Board Data Handling), véritable ordinateur de bord du satellite est récurrent de Robusta. Il utilise le protocole CAN (Controller Area Network) pour la communication avec les autres sous-systèmes. Il s’agit d’un microcontrôleur de chez Microchip ;
- le sous-système Radiocommunication (TT&C Telemetry, Tracking and Command) est constitué d’un module pour l'émission et l'autre pour la réception de chez Radiometrix[12] dans les fréquences UHF et VHF. Il a été développé en lien avec des spécialistes francophones de l'association AMSAT-France. Robusta-1B émet sur les mêmes fréquences que Robusta-1A (437,325 MHz dans le sens satellite-Terre et 145,95 MHz dans le sens Terre-satellite) en utilisant le format AX25.

Les antennes sont au nombre de deux, une pour l'émission et une pour la réception, repliées sur elles-mêmes pendant le lancement. Ces antennes dipôles ont été déployées 31 minutes après l'injection du satellite sur son orbite.

### La station sol(Ground Segment)

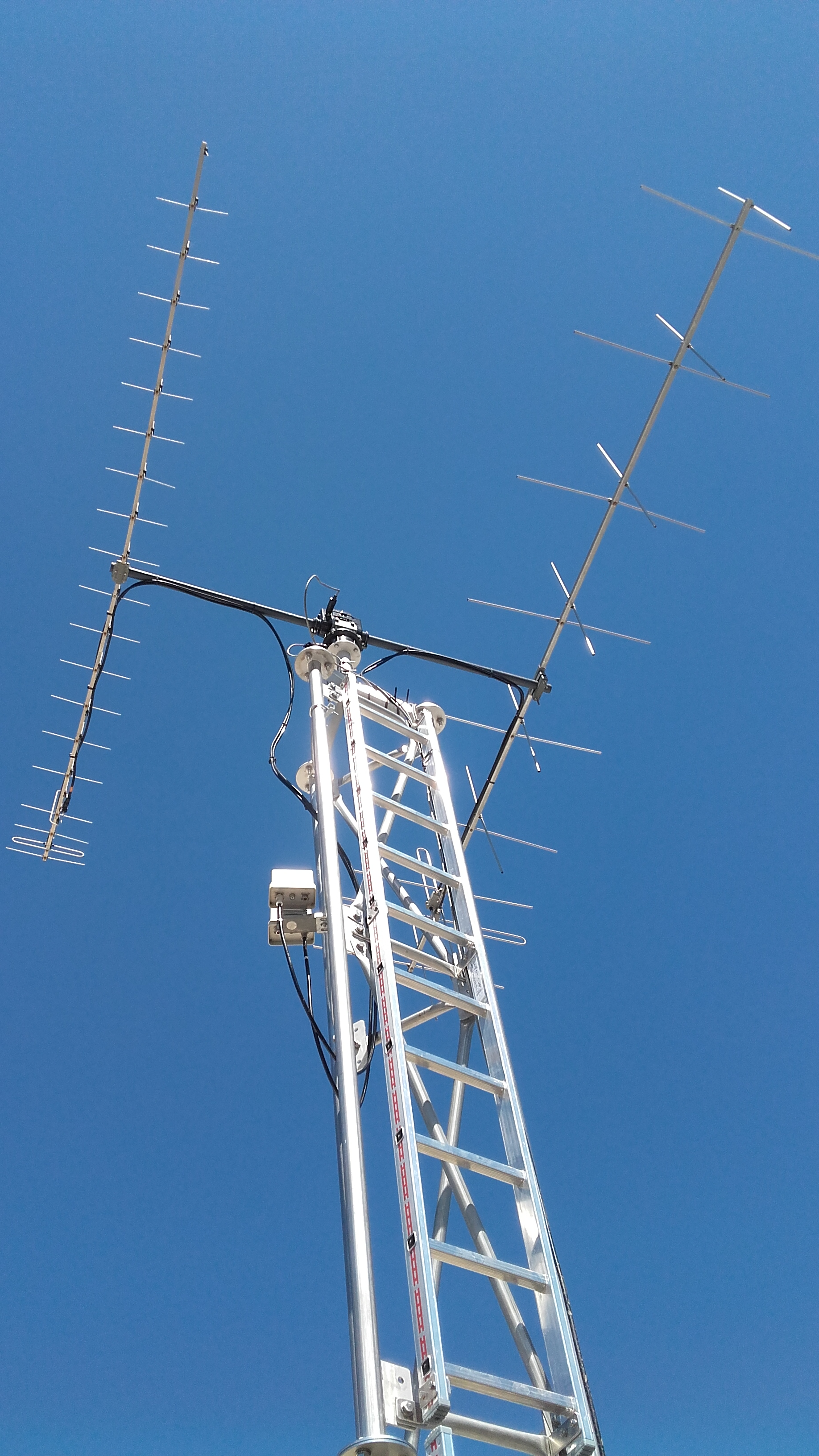
Antenne de la station sol

La station sol F4KJE, qui est utilisée pour Robusta-1B, se situe dans les locaux du CSU sur le campus Saint-Priest de l'université de Montpellier, l'antenne érigée sur le toit du bâtiment n° 6 est orientable et suit le satellite lors de chacun de ses passages au-dessus de Montpellier. Elle est entièrement constituée de matériel radio-amateur. Le délai entre chaque contact avec le satellite est d'environ 12 h.
La station sol permet d'envoyer en VHF (Very High Frequency) des télécommandes au satellite ainsi que de recevoir en UHF (Ultra High Frequency) les données en provenance de ce dernier, soit pour indiquer l’état du satellite, soit de la charge utile. Ces données sont ensuite stockées et archivées sur un serveur de bases de données SQL. Ces données sont utilisées pour suivre le bon fonctionnement du satellite et analyser par la suite les données de la charge utile.

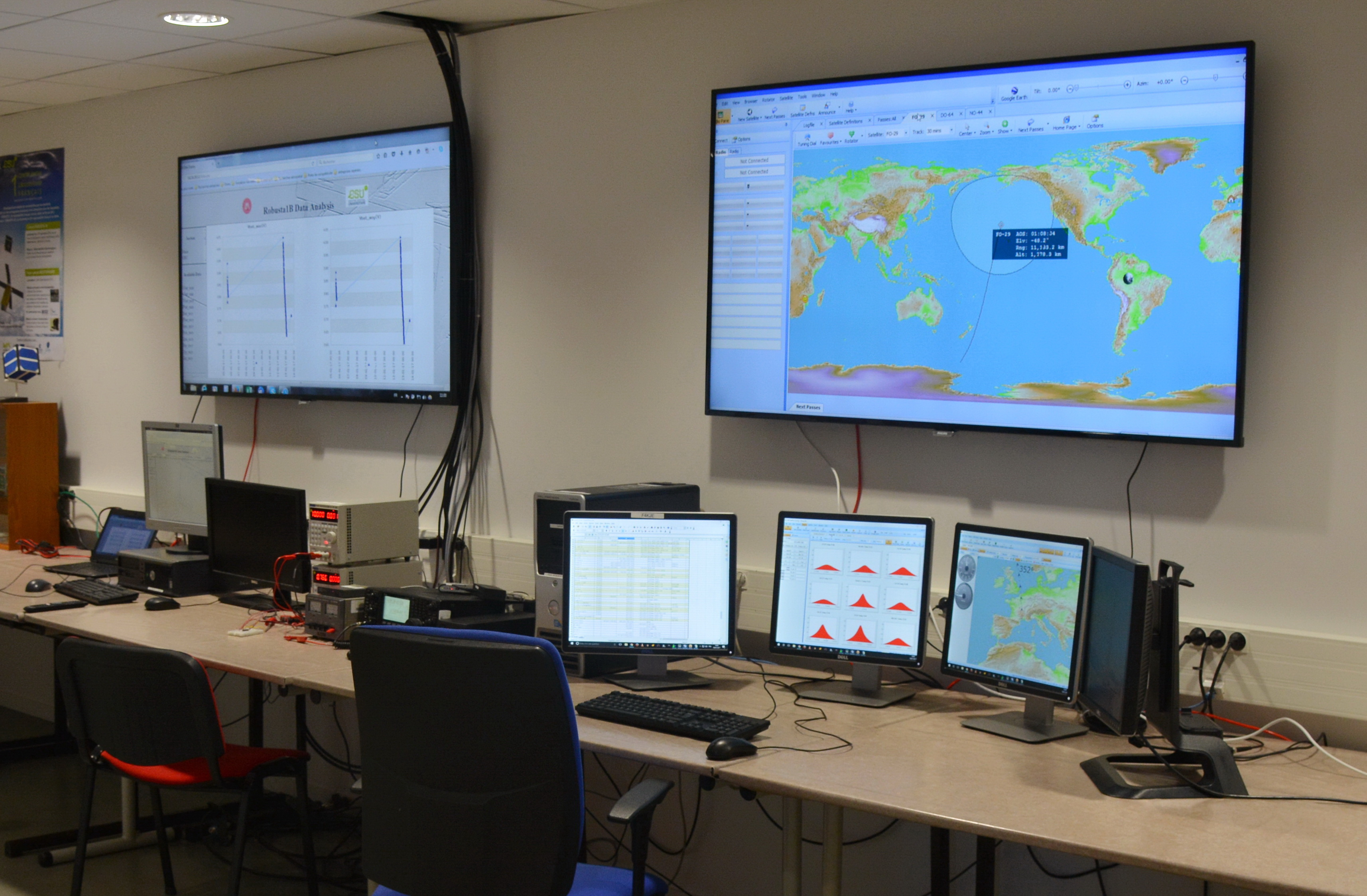
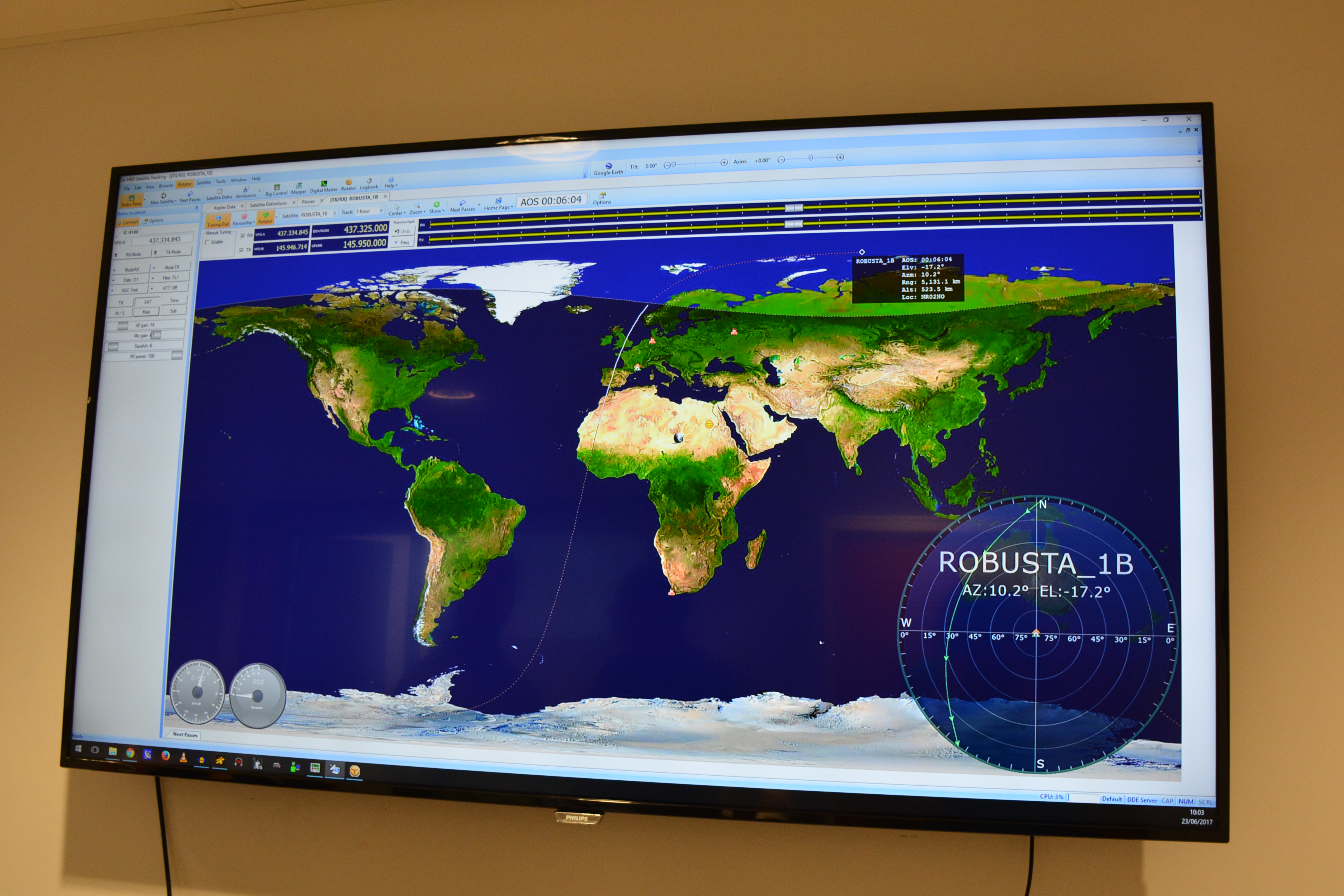

### Lancement et exploitation

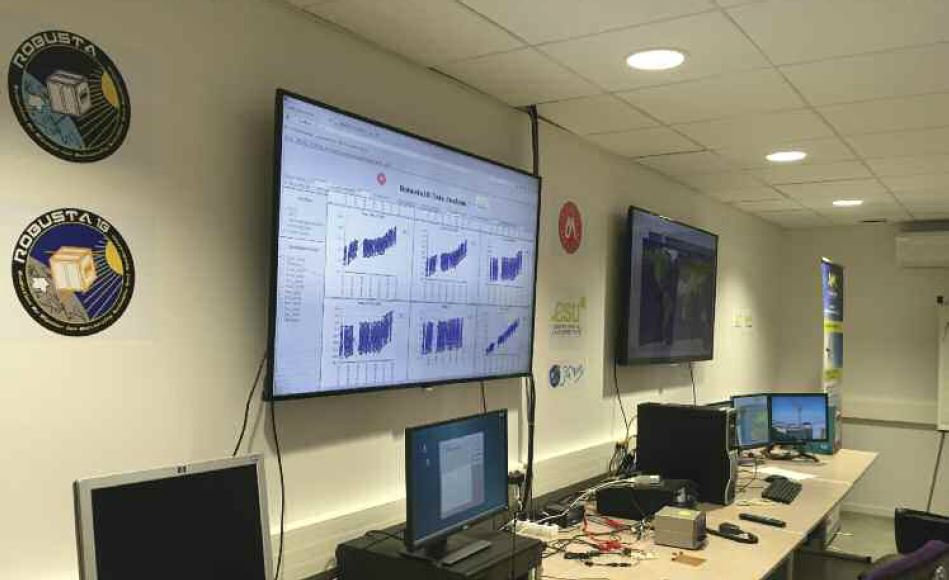

Le 23 juin 2017, Robusta 1B a été lancé sur une fusée PSLV depuis l'Inde. L'injection sur une orbite circulaire SSO 10 / 22 h à 510 km d'altitude s'est déroulée parfaitement. Les premières données scientifiques sont arrivées dans la journée du 24 juin. Elles sont enregistrées lors de quatre passages journaliers, deux passages nord sud le matin et deux passages sud nord le soir. L'exploitation des premières données semblerait montrer que les composants électroniques sous test, et donc exposés à l’environnement spatial, montrent une nette dégradation à chaque fois que se produit un événement solaire (éruption solaire, éjection de masse coronale). Les étudiants du DUT GEII de l'IUT de Nîmes et un étudiant du Master ISS de l’Université de Montpellier vont être chargés de la mise en forme et de l'analyse des données.

## Les partenaires et sponsors

### Le CNES
Dans le cadre du programme JANUS visant à soutenir le développement des nanosatellites étudiants en France, le CNES apporte un soutien financier et technique au projet grâce, entre autres, à des sessions de formations des étudiants du Master 2 SFIS : ingénierie concourante, application de la LOS… 

### La Fondation Van Allen.
La Fondation finance l'ensemble des gratifications de stages des étudiants en DUT et Master, ils assurent aussi le financement de thèses de recherche. Les membres fondateurs de la Fondation fournissent une expertise technique aux étudiants du CSU.

### L’Agence spatiale européenne
Robusta-1B a été retenu pour participer à la phase 1 du programme « Fly Your Satellite » de l'ESA Éducation Office en mai 2013. Au travers de ce partenariat, l'ESA a fourni un suivi technique et des stages de formation aux étudiants du CSU. 

### Les autres soutiens du projet
La société Saft a gracieusement fourni la batterie au lithium-Ion du satellite.
La société Intespace sera sollicitée pour les tests environnementaux.